# Parque nacional de Pico Basilé
Der Parque nacional del Pico Basilé (engl.: Pico Basilé National Park, dt.: Nationalpark Pico Basilé) ist ein Nationalpark auf der Insel Bioko im nördlichen Teil des afrikanischen Landes Äquatorialguinea, im Golf von Guinea im Atlantik. Er ist einzigartig in Bezug auf seine Biodiversität und seine Landschaftsformen und vor allem seine Population an Primaten. Er wurde erst im Jahr 2000 eingerichtet und obwohl die Regierung 2007 die Jagd auf viele Tierarten untersagt hat, beklagen internationale Organisationen, dass sich nur wenige Menschen an die Gesetze halten.
Der Park ist benannt nach dem Pico Basile (Pico de Santa Isabel), dem höchsten Berg in Äquatorialguinea und mit 3011 m dem höchsten Vulkan der Insel. Administrativ gehört der Park zur Provinz Bioko Norte erstreckt sich aber teilweise auch über die Grenze zur Provinz Bioko Sur.

## Geographie
Das Gebiet des Parks erstreckt sich von Rebola und Santiago de Baney nach Südwesten zum Gipfel. Im Norden liegen die Erhebungen Monte Bolaa (840 m) und Monte Caleo (714 m). Im Süden erstreckt sich das Gebiet auch auf die Caldera de Bonyoma und die Llanos de Torieríe, die Laderas de Pellón, sowie die Cerros de los Loros an der Südgrenze des Parks. Zahlreiche Flüsse entspringen in den Flanken der Berge und der Vulkankrater Lago Claret liegt im Südwesten. Insgesamt umfasst der PArk eine Fläche von 30.000 ha.